# Гайд-Парк (Нью-Йорк)
Гайд-Парк (англ. Hyde Park) — місто (англ. town) в США, в окрузі Дачесс штату Нью-Йорк. Населення — 21 021 особа (2020).

## Клімат
| Кліматограма Гайд-Парку | Кліматограма Гайд-Парку | Кліматограма Гайд-Парку | Кліматограма Гайд-Парку | Кліматограма Гайд-Парку | Кліматограма Гайд-Парку | Кліматограма Гайд-Парку | Кліматограма Гайд-Парку | Кліматограма Гайд-Парку | Кліматограма Гайд-Парку | Кліматограма Гайд-Парку | Кліматограма Гайд-Парку |
| --- | ----------------------- | ----------------------- | ----------------------- | ----------------------- | ----------------------- | ----------------------- | ----------------------- | ----------------------- | ----------------------- | ----------------------- | ----------------------- |
| С | Л                       | Б                       | К                       | Т                       | Ч                       | Л                       | С                       | В                       | Ж                       | Л                       | Г                       |
| 91 1 −7 | 76 3 −6                 | 104 8 −2                | 98 15 4                 | 101 20 10               | 101 25 15               | 90 28 18                | 99 27 18                | 104 23 14               | 112 17 8                | 84 10 3                 | 106 4 −3                |
| Середня макс. і мін. температури повітря (°C) Атмосферні опади (мм), за рік : 1166 мм. Джерело: Гайд-Парк «Climate-Data.org» (англ.) |                         |                         |                         |                         |                         |                         |                         |                         |                         |                         |                         |

## Демографія

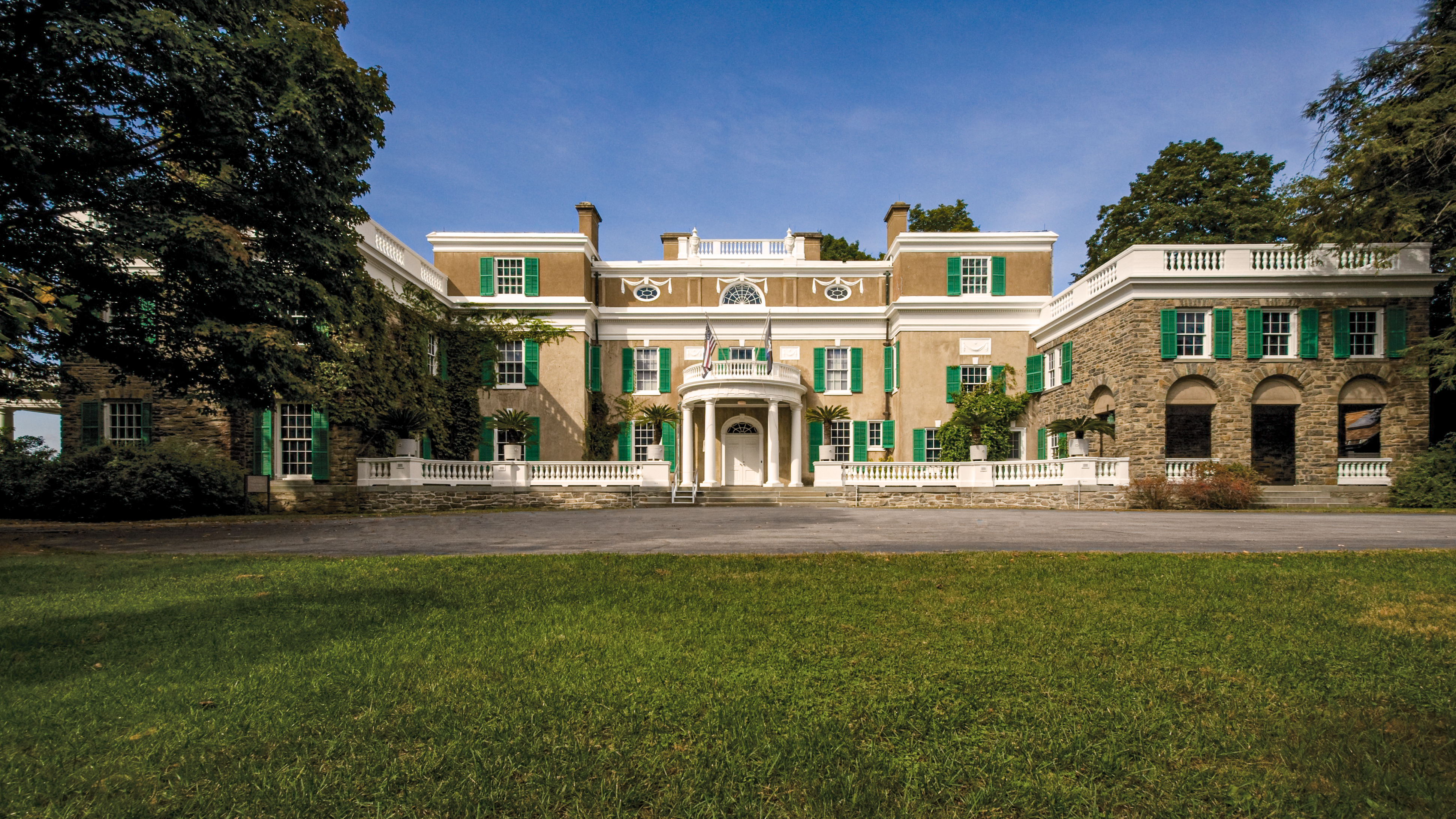
Будинок Франкліна Рузвельта

Згідно з переписом 2010 року, у місті мешкала 21 571 особа в 7829 домогосподарствах у складі 5142 родин. Було 8416 помешкань
Расовий склад населення:
| - 87,1 % — білих - 6,0 % — чорних або афроамериканців - 2,5 % — азіатів - 0,2 % — корінних американців - 1,8 % — осіб інших рас |

До двох чи більше рас належало 2,4 %. Частка іспаномовних становила 5,6 % від усіх жителів.
За віковим діапазоном населення розподілялося таким чином: 19,4 % — особи молодші 18 років, 65,9 % — особи у віці 18—64 років, 14,7 % — особи у віці 65 років та старші. Медіана віку мешканця становила 39,8 року. На 100 осіб жіночої статі у місті припадало 98,9 чоловіків;  на 100 жінок у віці від 18 років та старших — 96,6 чоловіків також старших 18 років.
Середній дохід на одне домашнє господарство  становив 89 226 доларів США (медіана — 75 620), а середній дохід на одну сім'ю — 101 362 долари (медіана — 92 432). Медіана доходів становила 54 920 доларів для чоловіків та 44 278 доларів для жінок. За межею бідності перебувало 8,7 % осіб, у тому числі 11,9 % дітей у віці до 18 років та 5,8 % осіб у віці 65 років та старших.
Цивільне працевлаштоване населення становило 10 315 осіб. Основні галузі зайнятості: освіта, охорона здоров'я та соціальна допомога — 30,4 %, роздрібна торгівля — 11,2 %, мистецтво, розваги та відпочинок — 11,1 %.
| Населення Гайд-Парку  | Населення Гайд-Парку | Населення Гайд-Парку | Населення Гайд-Парку | Населення Гайд-Парку | Населення Гайд-Парку | Населення Гайд-Парку | Населення Гайд-Парку | Населення Гайд-Парку | Населення Гайд-Парку | Населення Гайд-Парку | Населення Гайд-Парку | Населення Гайд-Парку | Населення Гайд-Парку | Населення Гайд-Парку | Населення Гайд-Парку | Населення Гайд-Парку | Населення Гайд-Парку | Населення Гайд-Парку | Населення Гайд-Парку |
| Рік                   | 1830                 | 1840                 | 1850                 | 1860                 | 1870                 | 1880                 | 1890                 | 1900                 | 1910                 | 1920                 | 1930                 | 1940                 | 1950                 | 1960                 | 1970                 | 1980                 | 1990                 | 2000                 | 2010                 |
| --------------------- | -------------------- | -------------------- | -------------------- | -------------------- | -------------------- | -------------------- | -------------------- | -------------------- | -------------------- | -------------------- | -------------------- | -------------------- | -------------------- | -------------------- | -------------------- | -------------------- | -------------------- | -------------------- | -------------------- |
| Чисельність           | 2,554                | 2,364                | 2,425                | 2,749                | 2,695                | 2,873                | 2,821                | 2,806                | 3,019                | 2,880                | 3,388                | 4,056                | 6,136                | 12,681               | 16,910               | 20,768               | 21,230               | 20,851               | 21,571               |
| U.S. Decennial Census |                      |                      |                      |                      |                      |                      |                      |                      |                      |                      |                      |                      |                      |                      |                      |                      |                      |                      |                      |

## Відомі люди

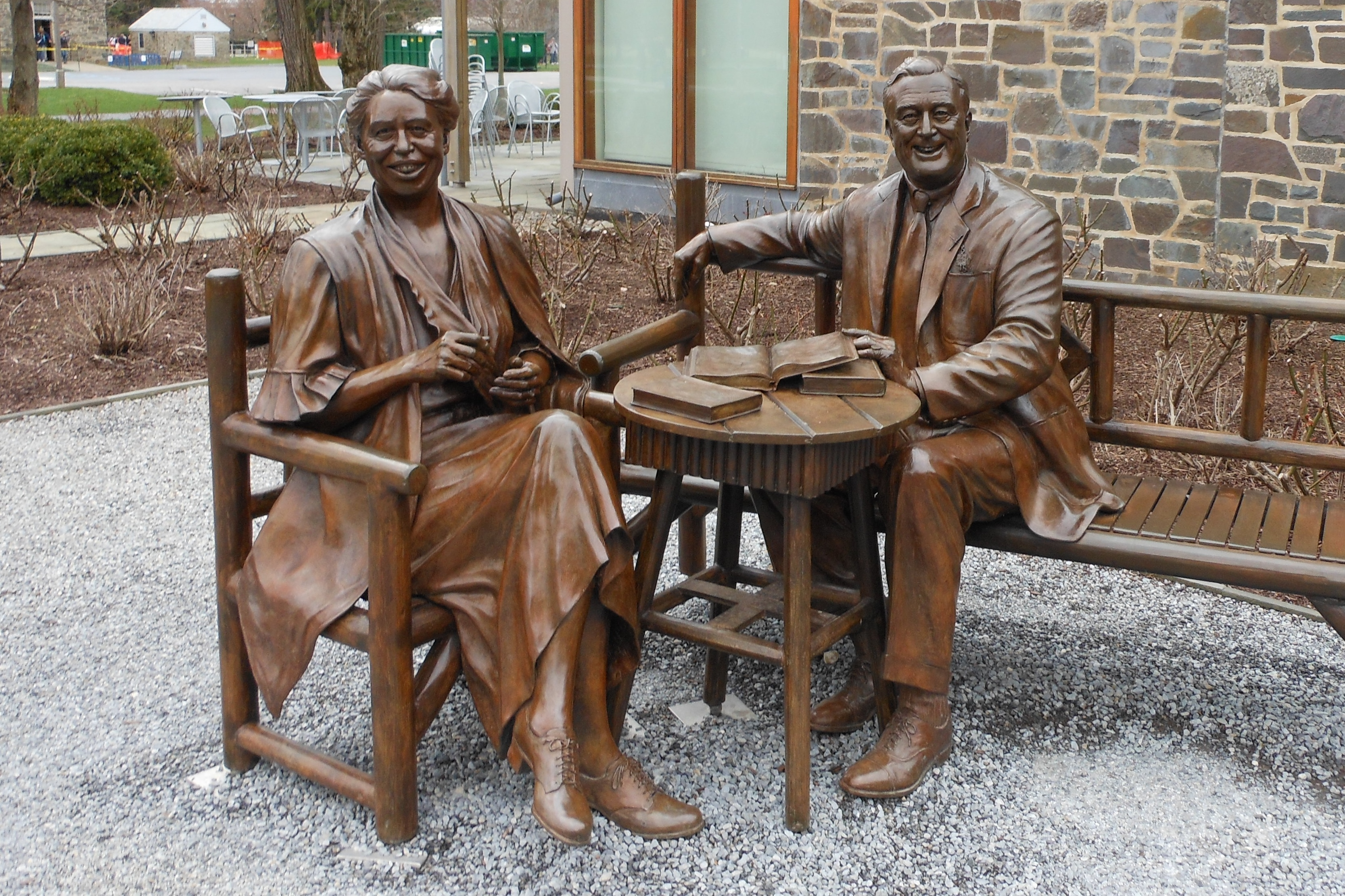
Пам'ятник Франкліна та Елеонори Рузвельт.

- Фра́нклін Де́лано Ру́звельт (англ. Franklin Delano Roosevelt 30 січня 1882 — 12 квітня 1945) — 32-й президент США 1933-45, демократ.